# 聖丹尼爾修道院 (赫羅納)

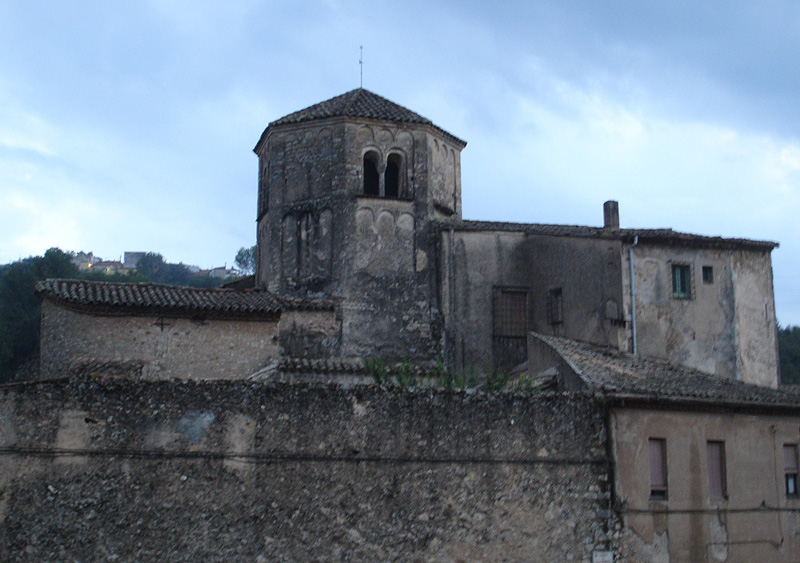
圣丹尼尔修道院

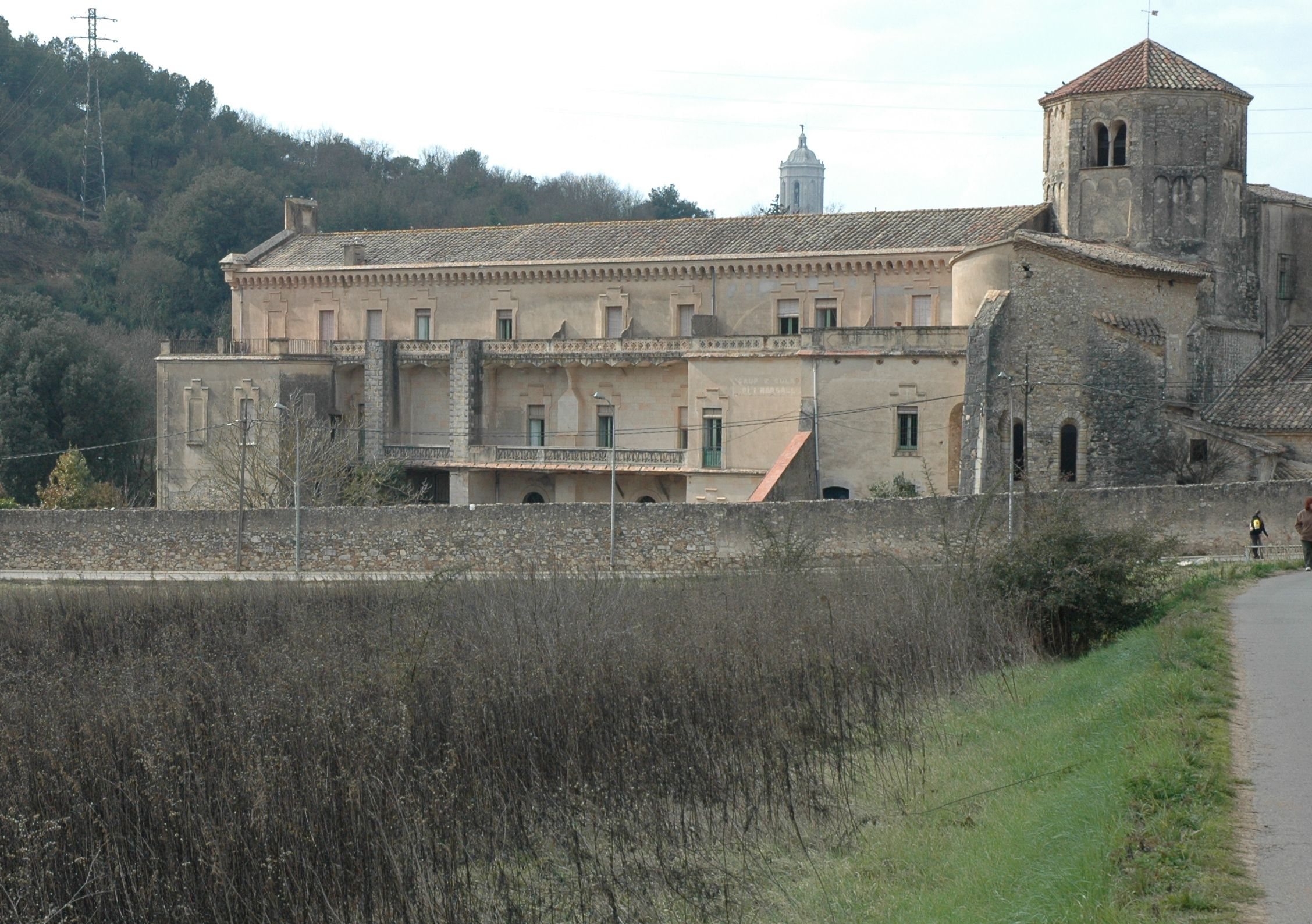

圣丹尼尔修道院是位於西班牙加泰罗尼亚北部的修道院。
它於11世纪初由卡尔卡松伯爵夫人埃爾梅辛迪成立。从13世纪起，具備由罗马式至哥特式风格，並在15世纪加建科林斯柱式。
修道院內有安葬圣丹尼尔遗体的墓穴，根据传统說法，它是在888年阿拉伯入侵時期，从淪陷的阿爾勒被信徒带到这里。棺墓於1345年由雕塑家Aloi de Montbrai所設計。

## 資料來源
- Pladevall, Antonio (1970). Els monestirs catalanas (in Catalan). Barcelona: Ediciones Destino.

41°59′18″N 2°50′00″E / 41.9883°N 2.8333°E